# Памятник Курской антоновке
Па́мятник Ку́рской анто́новке был открыт 19 августа 2008 года в городе Курске на площади рядом с Воскресенско-Ильинским храмом.

## История
В 2004 году уроженец Курской области знаменитый скульптор Вячеслав Клыков изготовил памятник «Курская антоновка», посвящённый символу родной области (одна из последних его работ). Курскпромбанк приобрел скульптуру для города Курска. Впоследствии правление банка совместно с администрацией города согласовали место установки памятника-символа. Этим местом стала площадь перед одним из отделений Курскпромбанка и Воскресенско-Ильинским Храмом. Открытие монумента 19 августа 2008 года было приурочено к православному празднику преображения Господня, в народе известному под названием «Яблочный спас».

## Описание
Яблоко представляет собой скульптуру, изготовленную из медного листа методом выколотки, полую внутри, высотой два метра, диаметром полтора метра и весом 150 килограммов.